# BK Minsk
BK Minsk (Wit-Russisch: Баскетбольный клуб Мінск) is een professionele basketbalclub uit Minsk, Wit-Rusland welke speelt in de Wit-Russische Major Liga.

## Geschiedenis
De club werd opgericht in 2006 als BK Minsk-2006. In 2009 won Minsk zijn eerste kampioenschap. In 2010 herhaalde Minsk die prestatie. Ze verloren dat seizoen geen enkele wedstrijd. Sinds het seizoen 2010/11 speelt Tsmoki in de VTB United League. Sinds 2010 speelt Tsmoki zijn wedstrijden in de Minsk Arena. Op 14 september 2012 veranderde de naam in BK Tsmoki-Minsk. De grootste concurrent in eigen land is Grodno-93. In 2022 werd de club omgedoopt tot "BK Minsk".  In juni 2024 werd bekendgemaakt dat de ploeg op verzoek van de directie de VTB United League zou verlaten.

## Verschillende namen
- 2006-2012: BK Minsk-2006
- 2012-2022: BK Tsmoki-Minsk
- 2022-heden: BK Minsk

## Resultaten

### Staafdiagram
Het cijfer in iedere staaf is de bereikte positie aan het eind van de competitie.
| 4 |

| 4 |

| 1 |

| 1 |

| 1 |

| 1 |

| 1 |

| 1 |

| 1 |

| 1 |

| 1 |

| 1 |

| 1 |

| 1 |

| 1 |

| 1 |

| 1 |

| 1 |

| 2 |

| Wit-Russische Major Liga |

| Wit-Russische Major Liga |

## Erelijst
- Landskampioen Wit-Rusland: 16
  - Winnaar: 2009, 2010, 2011, 2012, 2013, 2014, 2015, 2016, 2017, 2018, 2019, 2020, 2021, 2022, 2023, 2024
  - Tweede: 2025

- Bekerwinnaar Wit-Rusland: 14
  - Winnaar: 2009, 2010, 2011, 2012, 2013, 2014, 2015, 2016, 2017, 2018, 2019, 2020, 2021, 2022

## Bekende (oud)-spelers
- Vladimir Charcot
- Pavel Gabroesevitsj
- Aleksandr Koedryavtsev
- Aleksej Lasjkevitsj
- Aleksej Pyntikov
- Vladimir Veremejenko
- Alexandre Gavrilović
- Vladimir Mihailović
- Ivan Maraš
- Vidas Ginevičius
- Branko Mirković
- Keith Benson
- Tierre Brown

## Bekende (oud)-coaches
- Aljaksandr Popkov
- Igor Korneenkov
- Andrej Krivonos
- Aljaksandr Kroetikov
- Rostislav Vergoen

## Aanvoerders BK Minsk
| - 2006-2007 – Pavel Gabroesevitsj - 2007-2009 – Aleksej Pyntikov - 2009-2012 – Vladimir Charcot - 2012-2017 – Aleksej Lasjkevitsj - 2017-2019 – Aljaksandr Koedryavtsev - 2019-2020 – Branko Mirković - 2020-... – Vladimir Veremejenko |

## Coaches per seizoen
| seizoen   | coach                           |
| --------- | ------------------------------- |
| 2006-2007 | Aljaksandr Popkov               |
| 2007-2008 | Igor Korneenkov                 |
| 2008-2009 | Andrej Krivonos                 |
| 2009-2010 | Andrej Krivonos                 |
| 2010-2011 | Andrej Krivonos                 |
| 2011-2012 | Andrej Krivonos                 |
| 2012-2013 | Andrej Krivonos                 |
| 2013-2014 | Donaldas Kairys Andrej Krivonos |
| 2014-2015 | Andrej Krivonos Igor Gritsjoek  |
| 2015-2016 | Igor Gritsjoek                  |

| seizoen   | coach                                  |
| --------- | -------------------------------------- |
| 2016-2017 | Igor Gritsjoek Aljaksandr Kroetikov    |
| 2017-2018 | Aljaksandr Kroetikov                   |
| 2018-2019 | Aljaksandr Kroetikov Rostislav Vergoen |
| 2019-2020 | Rostislav Vergoen                      |
| 2020-2021 | Rostislav Vergoen                      |
| 2021-2022 | Rostislav Vergoen                      |
| 2022-2023 | Rostislav Vergoen                      |
| 2023-2024 | Aleksej Suchovetski                    |
| 2024-2025 | Aljaksandr Poderachov                  |